# Lernaeodiscus tableta
Lernaeodiscus tableta is een krabbezakjessoort uit de familie van de Lernaeodiscidae. De wetenschappelijke naam van de soort is voor het eerst geldig gepubliceerd in 2000 door Boyko & Harvey.